# Víctor Aquino
Víctor Marcelino Aquino Romero (Asunción, Paraguay; 26 de noviembre de 1985) es un futbolista paraguayo. Juega como delantero y su equipo actual es club Rubio Ñu de la Segunda División de Paraguay.

## Trayectoria

### Inicios
Surgió de las divisiones inferiores del Club 29, pero su debut oficial lo realizó en 2007 jugando para San Lorenzo de la Tercera División de Paraguay, en donde quedó como goleador del campeonato.
En 2008 viaja a Chile desde Paraguay a bordo de un bus que le tomaría unas 31 horas de viaje para llegar. Prueba suerte en Deportes Melipilla, pero el presidente le dijo que el plantel ya estaba en pretemporada. Después intenta mejor fortuna en la Unión Española y lo rechazan otra vez.

### Palestino
Finalmente llega a Palestino, con el que realiza una gran labor en el Torneo Apertura 2008 al marcar 11 goles, siendo uno de los goleadores del campeonato. En el segundo semestre del mismo año, de nuevo se destaca por su capacidad goleadora en el Torneo Clausura 2008, al convertir la cifra de 9 tantos, con los cuales forjó la gran campaña que condujo a su equipo a la final de aquel certamen, que a la postre la perdería frente a Colo-Colo.

### CS Marítimo
En enero de 2009 es transferido por 4 temporadas al CS Marítimo de Portugal. En su debut, el 1 de febrero, marcó 1 tanto con el que su equipo venció al Naval 1º Maio por la decimosexta jornada de la Primera División de Portugal, y que eventualmente sería su único gol debido a las pocas participaciones que tuvo en su estadía en Europa debido al buen momento del angoleño Djalma.

### Club Nacional
En agosto del 2009 retornó a su país para vestir la casaca de Nacional. En su estreno en el Torneo Clausura 2009 anotó 1 gol. Aunque fue su único gol en el certamen, colaboró desde su juego para llegar al objetivo soñado de conquistar el título de campeón con la "Academia". 
En 2010 se logra consolidar como uno de los goleadores del equipo, marcando 5 tantos en el Torneo Apertura 2010 y 4 en el Torneo Clausura 2010. Juega además la Copa Libertadores 2010 pero sin mucho éxito en las competiciones disputadas. 
En 2011 juega su mejor fútbol con Nacional, marcando 9 tantos en el Torneo Apertura 2011. En la última fecha, contra Cerro Porteño, abre el marcador para el posterior triunfo de su equipo por 2-1 y la consagración del mismo como campeón del fútbol paraguayo por segunda vez en el club.

### Newell's Old Boys
El 17 de julio de 2011 lo adquirió Newell's Old Boys de Argentina por 1M$ siendo dirigido por Gerardo Martino. Disputó con el equipo el Torneo Apertura 2011 y el Torneo Clausura 2012 alternando titularidad con suplencia. Fue amenazado de muerte por la hinchada lepra tras fallar un penal decisivo en la Copa Argentina.

### CA Belgrano
En 2012, se va a préstamo con opción de compra al club Belgrano, en donde espera una consolidación en Argentina.

### Crucero del Norte
En 2013, vuelve a Newell´s Old Boys, donde le convierte 2 goles a Boca Juniors en La Bombonera aquí compartió la delantera con David Trezeguet y sus compatriotas Marcos Cáceres y Raúl Villalba. Al no ser tenido en cuenta por Alfredo Berti, se va al club de la Primera B Nacional Crucero del Norte, de Misiones.
Luego de su pésima actuación en Crucero del Norte en el cual anotó solamente 2 goles por copa argentina frente a Gimnasia de Concepción del Uruguay, en el cual desaprovecho el penal decisivo frente a Huracán estando 2 penales arriba en el marcador, el equipo colectivero lo deja libre a 3 fechas de terminar el torneo de Primera B Nacional. Aquí compartió el equipo con sus compatriotas Blas Irala y Ernesto Álvarez.
En 2014, llegó a préstamo con Altamira FC.
En el 2015 llega al Santaní donde no pudo demostrar su espíritu de goleador

### Deportes Tolima
El 23 de diciembre de 2015 llega a un acuerdo con el club colombiano Deportes Tolima para ser el 24 del equipo en el 2016 compartiendo el equipo con los paraguayos Joel Silva y Marcos Melgarejo, aquí anotó 9 goles en 35 partidos disputados.

### Deportivo Táchira
Es el nuevo refuerzo del Táchira de cara a la Copa Conmebol Libertadores 2017.
Hasta la fecha ha sido el referente ofensivo del Conjunto Aurinegro, su primer gol lo marcó contra Atlético Socopó en la victoria 2-1 en Socopó. 8 días después no solo anotó un gol contra Atlético Venezuela, sino que también llegó a 100 goles en su carrera profesional. 
Luego de su gran paso por Deportivo la Guaira, fichó por la Universidad César Vallejo por toda la temporada 2020. En el club poeta, jugó 22 partidos y anotó 3 goles, sin embargo, no alcanzó para que elenco trujillano le renueve su contrato. Asimismo, consiguió clasificar a la Copa Libertadores 2021.

## Estadísticas

### Clubes
| Sportivo San Lorenzo Paraguay |               |               |     |     |    |    |    |   |   |   |    |     |     |      |      |
| 3.ª | 2007          | 14            | 16  | 1   | —  | —  | —  | — | — | — | 14 | 16  | 1   | 1,14 |      |
| Total club | Total club    | 14            | 16  | 1   | 0  | 0  | 0  | 0 | 0 | 0 | 14 | 16  | 1   | 1,14 |      |
| Palestino · Chile |               |               |     |     |    |    |    |   |   |   |    |     |     |      |      |
| 1.ª | 2008          | 40            | 20  | 8   | —  | —  | —  | — | — | — | 40 | 20  | 8   | 0,50 |      |
| Total club | Total club    | 40            | 20  | 8   | 0  | 0  | 0  | 0 | 0 | 0 | 40 | 20  | 8   | 0,50 |      |
| CS Marítimo Portugal |               |               |     |     |    |    |    |   |   |   |    |     |     |      |      |
| 1.ª | 2008-09       | 8             | 1   | 0   | —  | —  | —  | — | — | — | 8  | 1   | 0   | 0,13 |      |
| Total club | Total club    | 8             | 1   | 0   | 0  | 0  | 0  | 0 | 0 | 0 | 8  | 1   | 0   | 0,13 |      |
| Nacional Paraguay |               |               |     |     |    |    |    |   |   |   |    |     |     |      |      |
| 1.ª | 2009          | 12            | 1   | 1   | —  | —  | —  | 5 | 0 | 0 | 17 | 1   | 1   | 0,06 |      |
| 1.ª | 2010          | 36            | 9   | 6   | —  | —  | —  | — | — | — | 36 | 9   | 6   | 0,25 |      |
| 1.ª | 2011          | 21            | 9   | 3   | —  | —  | —  | — | — | — | 21 | 9   | 3   | 0,43 |      |
| Total club | Total club    | 69            | 19  | 10  | 0  | 0  | 0  | 5 | 0 | 0 | 74 | 19  | 10  | 0,26 |      |
| Newell's Old Boys Argentina |               |               |     |     |    |    |    |   |   |   |    |     |     |      |      |
| 1.ª | 2011-12       | 27            | 4   | 1   | 1  | 0  | 0  | — | — | — | 28 | 4   | 1   | 0,14 |      |
| 1.ª | 2013          | 7             | 2   | 1   | —  | —  | —  | — | — | — | 7  | 2   | 1   | 0,29 |      |
| Total club | Total club    | 34            | 6   | 2   | 1  | 0  | 0  | 0 | 0 | 0 | 35 | 6   | 2   | 0,17 |      |
| Belgrano Argentina |               |               |     |     |    |    |    |   |   |   |    |     |     |      |      |
| 1.ª | 2012-13       | 25            | 3   | 1   | 1  | 0  | 0  | — | — | — | 26 | 3   | 1   | 0,12 |      |
| Total club | Total club    | 25            | 3   | 1   | 1  | 0  | 0  | 0 | 0 | 0 | 26 | 3   | 1   | 0,12 |      |
| Crucero del Norte Argentina |               |               |     |     |    |    |    |   |   |   |    |     |     |      |      |
| 2.ª | 2013-14       | 17            | 0   | 2   | 2  | 2  | 0  | — | — | — | 19 | 2   | 2   | 0,11 |      |
| Total club | Total club    | 17            | 0   | 2   | 2  | 2  | 0  | 0 | 0 | 0 | 19 | 2   | 2   | 0,11 |      |
| Cafetaleros de Tapachula · México |               |               |     |     |    |    |    |   |   |   |    |     |     |      |      |
| 2.ª | 2014-15       | 23            | 10  | 4   | 4  | 2  | 0  | — | — | — | 27 | 12  | 4   | 0,44 |      |
| Total club | Total club    | 23            | 10  | 4   | 4  | 2  | 0  | 0 | 0 | 0 | 27 | 12  | 4   | 0,44 |      |
| Deportivo Santaní Paraguay |               |               |     |     |    |    |    |   |   |   |    |     |     |      |      |
| 1.ª | 2015          | 13            | 1   | 2   | —  | —  | —  | — | — | — | 13 | 1   | 2   | 0,08 |      |
| Total club | Total club    | 13            | 1   | 2   | 0  | 0  | 0  | 0 | 0 | 0 | 13 | 1   | 2   | 0,08 |      |
| Deportes Tolima · Colombia |               |               |     |     |    |    |    |   |   |   |    |     |     |      |      |
| 1.ª | 2016          | 35            | 9   | 5   | 10 | 6  | 2  | 1 | 0 | 0 | 46 | 15  | 7   | 0,33 |      |
| Total club | Total club    | 35            | 9   | 5   | 10 | 6  | 2  | 1 | 0 | 0 | 46 | 15  | 7   | 0,33 |      |
| Deportivo Táchira · Venezuela |               |               |     |     |    |    |    |   |   |   |    |     |     |      |      |
| 1.ª | 2017          | 33            | 18  | 7   | 2  | 1  | 1  | 2 | 0 | 0 | 37 | 19  | 8   | 0,51 |      |
| 1.ª | 2018          | 18            | 9   | 0   | 2  | 1  | 0  | — | — | — | 20 | 10  | 0   | 0,50 |      |
| Total club | Total club    | 51            | 27  | 7   | 4  | 2  | 1  | 2 | 0 | 0 | 57 | 29  | 8   | 0,51 |      |
| Deportivo Pasto · Colombia |               |               |     |     |    |    |    |   |   |   |    |     |     |      |      |
| 1.ª | 2018          | 10            | 1   | 0   | —  | —  | —  | — | — | — | 10 | 1   | 0   | 0,10 |      |
| Total club | Total club    | 10            | 1   | 0   | 0  | 0  | 0  | 0 | 0 | 0 | 10 | 1   | 0   | 0,10 |      |
| Rionegro Águilas · Colombia |               |               |     |     |    |    |    |   |   |   |    |     |     |      |      |
| 1.ª | 2019          | 12            | 0   | 0   | —  | —  | —  | 1 | 0 | 0 | 13 | 0   | 0   | 0,00 |      |
| Total club | Total club    | 12            | 0   | 0   | 0  | 0  | 0  | 1 | 0 | 0 | 13 | 0   | 0   | 0,00 |      |
| Deportivo La Guaira · Venezuela |               |               |     |     |    |    |    |   |   |   |    |     |     |      |      |
| 1.ª | 2019          | 20            | 8   | 2   | 5  | 3  | 1  | — | — | — | 25 | 11  | 3   | 0,44 |      |
| Total club | Total club    | 20            | 8   | 2   | 5  | 3  | 1  | 0 | 0 | 0 | 25 | 11  | 3   | 0,44 |      |
| Universidad César Vallejo · Perú |               |               |     |     |    |    |    |   |   |   |    |     |     |      |      |
| 1.ª | 2020          | 22            | 3   | 1   | —  | —  | —  | — | — | — | 22 | 3   | 1   | 0,14 |      |
| Total club | Total club    | 22            | 3   | 1   | 0  | 0  | 0  | 0 | 0 | 0 | 22 | 3   | 1   | 0,14 |      |
| Deportivo Capiatá Paraguay |               |               |     |     |    |    |    |   |   |   |    |     |     |      |      |
| 2.ª | 2021          | 8             | 4   | 0   | —  | —  | —  | — | — | — | 8  | 4   | 0   | 0,50 |      |
| Total club | Total club    | 8             | 4   | 0   | 0  | 0  | 0  | 0 | 0 | 0 | 8  | 4   | 0   | 0,50 |      |
| Rubio Ñu Paraguay |               |               |     |     |    |    |    |   |   |   |    |     |     |      |      |
| 2.ª | 2021          | 0             | 0   | 0   | 0  | 0  | 0  | — | — | — | 0  | 0   | 0   | 0,00 |      |
| Total club | Total club    | 0             | 0   | 0   | 0  | 0  | 0  | 0 | 0 | 0 | 0  | 0   | 0   | 0,00 |      |
| Total carrera | Total carrera | Total carrera | 401 | 128 | 45 | 27 | 15 | 4 | 9 | 0 | 0  | 437 | 143 | 49   | 0,33 |
| (1) Incluye datos de la Copa Argentina (2011-14); Copa México (2014-15); Copa Colombia (2016); Copa Venezuela (2017-19); Copa Paraguay (2021-Act.). (2) Incluye datos de la Copa Libertadores (2010-17); Copa Sudamericana (2016-19). (3) No incluye goles en partidos amistosos. |               |               |     |     |    |    |    |   |   |   |    |     |     |      |      |

### Resumen estadístico
| Competición           | Partidos | Goles | Promedio | Asistencias | Promedio | Goles y asistencias | Promedio |
| --------------------- | -------- | ----- | -------- | ----------- | -------- | ------------------- | -------- |
| Primera División      | 339      | 98    | 0,29     | 38          | 0,11     | 136                 | 0,40     |
| Segunda División      | 48       | 14    | 0,29     | 6           | 0,13     | 20                  | 0,42     |
| Tercera División      | 14       | 16    | 1,14     | 1           | 0,07     | 17                  | 1,21     |
| Copas nacionales      | 27       | 15    | 0,56     | 4           | 0,15     | 19                  | 0,70     |
| Copas internacionales | 9        | 0     | 0,00     | 0           | 0,00     | 0                   | 0,00     |
| Total                 | 437      | 143   | 0,32     | 49          | 0,11     | 192                 | 0,44     |

### Hat-tricks
| 1 | 5 de marzo de 2008     | La Cisterna, Santiago                        | Palestino - Ñublense                      |  | 3 - 0 | Apertura 2008 |
| 2 | 7 de noviembre de 2018 | Polideportivo de Pueblo Nuevo, San Cristóbal | Deportivo Táchira - Estudiantes de Mérida |  | 3 - 1 | Clausura 2018 |

## Palmarés

### Campeonatos nacionales
| Título                       | Club     | País     | Año    |
| ---------------------------- | -------- | -------- | ------ |
| Primera División de Paraguay | Nacional | Paraguay | 2009-C |
| Primera División de Paraguay | Nacional | Paraguay | 2011-C |

### Distinciones individuales
| Distinción                         | Club        | País     | Año  |
| ---------------------------------- | ----------- | -------- | ---- |
| Máximo Goleador Primera División B | San Lorenzo | Paraguay | 2007 |